# Gandzsa nemzetközi repülőtér
A Gandzsa nemzetközi repülőtér (azeri nyelven: Gəncə Beynəlxalq Hava Limanı) (IATA: KVD, ICAO: UBBG)  Azerbajdzsán második legnagyobb városa, az azonos nevű Gandzsa közelében található.
A repülőteret az Azeri Légierő is használja. A Szovjetunió idejében szovjet katonai repülőtér volt. 

## Elhelyezkedése
A repülőtér Gandzsa város központjától 8,5 km-re északnyugatra, 330 m tengerszint feletti magasságon fekszik. Kifutópályája felülete aszfalt és beton, méretei 3300×44 m, így hossza miatt a legnagyobb gépek fogadására is alkalmas.

## Futópályák
A repülőtér futópályái:
- 12/30 (3300 m, 45 m, aszfalt)

## Forgalom
Az utasforgalom az elmúlt években az alábbi módon változott:
| Utasok száma | 259 451 | 345 055 | 329 156 | 154 000 |
|              | 2012    | 2013    | 2014    | 2019    |

## Légitársaságok és úticélok
| Légitársaság        | Célállomások           |
| ------------------- | ---------------------- |
| Azerbaijan Airlines | Baku                   |
| IrAero              | Moszkva-Domogyedovó    |
| Pegasus Airlines    | Istanbul-Sabiha Gökçen |
| Turkish Airlines    | Istanbul               |

## Fordítás
- Ez a szócikk részben vagy egészben  a   Ganja International Airport című angol Wikipédia-szócikk fordításán alapul.  Az eredeti cikk szerkesztőit annak laptörténete sorolja fel. Ez a jelzés csupán a megfogalmazás eredetét és a szerzői jogokat jelzi, nem szolgál a cikkben szereplő információk forrásmegjelöléseként.